# Fucellia calcoerata
Fucellia calcoerata är en tvåvingeart som först beskrevs av Macquart 1851.  Fucellia calcoerata ingår i släktet Fucellia och familjen blomsterflugor. Inga underarter finns listade i Catalogue of Life.